# Михайловка (Уинский район)
Михайловка — деревня в Уинском муниципальном округе Пермского края России.

## История
Известна с 1850 года. До 2019 года входила в состав ныне упразднённого Судинского сельского поселения Уинского района.

## География
Деревня находится в юго-восточной части края, в пределах Предуральской возвышенно-всхолмленной равнины, на правом берегу реки Сып, на расстоянии приблизительно 11 километров (по прямой) к северо-северо-востоку (NNE) от села Уинского, административного центра округа. Абсолютная высота — 157 метров над уровнем моря.
Климат
Климат характеризуется как умеренно континентальный, с продолжительной многоснежной холодной зимой и коротким тёплым летом. Средняя многолетняя температура самого холодного месяца (января) составляет −17,1 °С (абсолютный минимум — −50 °С), температура самого тёплого (июля) — 25,2 °С (абсолютный максимум — 38 °С). Среднегодовое количество осадков — 557 мм. Большая их часть (393 мм) выпадает в течение тёплого периода. Снежный покров держится в среднем 170 дней в году.

## Население
| 2010 |
| ---- |
| 0    |